# Bensoniella oregona
Bensoniella oregona är en stenbräckeväxtart som först beskrevs av LeRoy Abrams och Bacigal., och fick sitt nu gällande namn av Julius Sterling Morton. Bensoniella oregona ingår i släktet Bensoniella och familjen stenbräckeväxter. Inga underarter finns listade i Catalogue of Life.